# Marieta Ilcuová
Marieta Ilcuová ( * 16. října 1962) je bývalá rumunská atletka, halová mistryně světa (1993) ve skoku dalekém.

## Kariéra
V roce 1989 získala v soutěži dálkařek na halovém mistrovství světa stříbrnou medaili. Stejného úspěchu dosáhla o rok později na evropském šampionátu ve Splitu. V sezóně 1991 skončila na halovém mistrovství světa mezi dálkařkami třetí, na světovém šampionátu pod širým nebem obsadila šesté místo. Další stříbrnou medaili vybojovala v roce 1992 na evropském halovém šampionátu. Největší úspěch pro ni znamenal titul halové mistryně světa ve skoku do dálky v roce 1993. V září 1996 byla kvůli užití dopingu potrestána čtyřletou diskvalifikací.

## Osobní rekordy
- skok daleký (hala) – (695 cm – 1989)
- skok daleký (venku) – (708 cm – 1989)